# Jack Studnicka
Jack Studnicka (né le 18 février 1999 à Tecumseh dans la province de l'Ontario au Canada) est un joueur professionnel canadien de hockey sur glace. Il évolue au poste de défenseur. 

## Biographie

### Carrière en club
Il est repêché en 2e ronde, 53e au total, par les Bruins de Boston au repêchage d'entrée dans la LNH 2017. Le 26 septembre 2017, il signe son contrat d'entrée de 3 ans avec les Bruins. À la fin de la saison 2017-2018 de la LHO, il rejoint les Bruins de Providence dans la LAH et dispute les 5 derniers match de l'équipe en saison régulière où il inscrit 5 points (1 but et 4 aides). 
Le 26 novembre 2019, il fait ses débuts avec les Bruins qui affrontent les Canadiens de Montréal. Il obtient, au cours de ce match, sa première aide et son premier point en carrière dans la LNH. Il disputera un autre match lors de la saison 2019-2020 avec Boston avant d'être cédé à Providence. La saison suivante, il marque son premier but dans la LNH à sa 5e partie avec les Bruins.
Le 23 juillet 2022, il signe une entente de deux ans comme agent libre avec restriction.
Après avoir pris part à un seul match avec les Bruins au début de la saison 2022-2023, il est échangé aux Canucks de Vancouver en retour de Michael DiPietro et Jonathan Myrenberg, le 27 octobre 2022.
Studnicka est échangé aux Sharks de San José le 15 décembre 2023 en retour du défenseur Nick Cicek ainsi qu'un choix de sixième ronde au repêchage de 2024.

## Statistiques

### En club
| Saison     | Équipe                | Ligue      |                   | Saison régulière  | Saison régulière  | Saison régulière  | Saison régulière  | Saison régulière |   | Séries éliminatoires | Séries éliminatoires | Séries éliminatoires | Séries éliminatoires | Séries éliminatoires |
| Saison     | Équipe                | Ligue      | PJ                | B                 | A                 | Pts               | Pun               | PJ               | B | A                    | Pts                  | Pun                  |                      |                      |
| 2015-2016  | Generals d'Oshawa     | LHO        | 62                | 4                 | 22                | 26                | 25                | 5                | 0 | 0                    | 0                    | 2                    |                      |                      |
| 2016-2017  | Generals d'Oshawa     | LHO        | 64                | 18                | 34                | 52                | 36                | 11               | 5 | 10                   | 15                   | 6                    |                      |                      |
| 2017-2018  | Generals d'Oshawa     | LHO        | 66                | 22                | 50                | 72                | 43                | 5                | 1 | 4                    | 5                    | 13                   |                      |                      |
| 2017-2018  | Bruins de Providence  | LAH        | 5                 | 1                 | 4                 | 5                 | 0                 | -                | - | -                    | -                    | -                    |                      |                      |
| 2018-2019  | Generals d'Oshawa     | LHO        | 30                | 12                | 22                | 34                | 28                | -                | - | -                    | -                    | -                    |                      |                      |
| 2018-2019  | IceDogs de Niagara    | LHO        | 30                | 24                | 25                | 49                | 24                | 11               | 5 | 6                    | 11                   | 16                   |                      |                      |
| 2018-2019  | Bruins de Providence  | LAH        | -                 | -                 | -                 | -                 | -                 | 4                | 1 | 1                    | 2                    | 4                    |                      |                      |
| 2019-2020  | Bruins de Providence  | LAH        | 60                | 23                | 26                | 49                | 30                | -                | - | -                    | -                    | -                    |                      |                      |
| 2019-2020  | Bruins de Boston      | LNH        | 2                 | 0                 | 1                 | 1                 | 2                 | 5                | 0 | 0                    | 0                    | 2                    |                      |                      |
| 2020-2021  | Bruins de Boston      | LNH        | 20                | 1                 | 2                 | 3                 | 0                 | -                | - | -                    | -                    | -                    |                      |                      |
| 2020-2021  | Bruins de Providence  | LAH        | 11                | 0                 | 7                 | 7                 | 15                | -                | - | -                    | -                    | -                    |                      |                      |
| 2021-2022  | Bruins de Providence  | LAH        | 41                | 10                | 25                | 35                | 36                | 2                | 0 | 1                    | 1                    | 0                    |                      |                      |
| 2021-2022  | Bruins de Boston      | LNH        | 15                | 0                 | 3                 | 3                 | 4                 | -                | - | -                    | -                    | -                    |                      |                      |
| 2022-2023  | Bruins de Boston      | LNH        | 1                 | 0                 | 0                 | 0                 | 4                 | -                | - | -                    | -                    | -                    |                      |                      |
| 2022-2023  | Canucks de Vancouver  | LNH        | 47                | 4                 | 4                 | 8                 | 12                | -                | - | -                    | -                    | -                    |                      |                      |
| 2023-2024  | Canucks de Vancouver  | LNH        | 5                 | 1                 | 0                 | 1                 | 0                 | -                | - | -                    | -                    | -                    |                      |                      |
| 2023-2024  | Canucks d'Abbotsford  | LAH        | 9                 | 1                 | 6                 | 7                 | 6                 | -                | - | -                    | -                    | -                    |                      |                      |
| 2023-2024  | Sharks de San José    | LNH        | Saison en cours ? | Saison en cours ? | Saison en cours ? | Saison en cours ? | Saison en cours ? |                  |   |                      |                      |                      |                      |                      |
| 2023-2024  | Barracuda de San José | LAH        | Saison en cours ? | Saison en cours ? | Saison en cours ? | Saison en cours ? | Saison en cours ? |                  |   |                      |                      |                      |                      |                      |
| Totaux LNH | Totaux LNH            | Totaux LNH | 90                | 6                 | 10                | 16                | 22                | 5                | 0 | 0                    | 0                    | 2                    |                      |                      |

### En équipe nationale
| Année | Compétition                          |   | PJ | B | A | Pts | Pun      |  | Résultat |
| 2015  | Défi mondial -17 ans                 | 6 | 1  | 4 | 5 | 0   | 4e place |  |          |
| 2016  | Ivan Hlinka -18 ans                  | 4 | 0  | 0 | 0 | 0   | 5e place |  |          |
| 2017  | Championnat du monde moins de 18 ans | 3 | 3  | 0 | 3 | 0   | 5e place |  |          |
| 2019  | Championnat du monde junior          | 5 | 1  | 3 | 4 | 0   | 6e place |  |          |

## Trophées et honneurs personnels

### LAH
- 2019-2020 : 
  - participe au Match des étoiles.
  - nommé dans l'équipe des recrues.